# Ugyen Academy FC
El Ugyen Academy FC es un equipo de fútbol de Bután que juega en la Liga Nacional de Bután, la liga de fútbol más importante de país.

## Historia
Fue fundado en la ciudad de Punakha y su nombre proviene de la academia de fútbol del mismo nombre, dedicada a la formación de jugadores.
Es uno de los equipos fundadores de la Liga Nacional de Bután en la temporada 2012/13, en la cual quedaron en tercer lugar. En la temporada 2013/14 consiguieron su primer logro, siendo campeones de liga por primera vez.
A nivel internacional clasificaron para su primer competición, la Copa Presidente de la AFC 2014.

## Palmarés
- Liga Nacional de Bután: 1

2013/14

## Participación en competiciones de la AFC
- Copa Presidente de la AFC: 1 aparición

2014 - Fase de grupos